# Bellissimo (Ghemon)
Bellissimo è un singolo del rapper e cantautore italiano Ghemon, pubblicato l'8 gennaio 2018 dalla Macro Beats e distribuito in download digitale dalla A1 Entertainment. Fu il secondo singolo estratto dal quinto album in studio Mezzanotte, messo sul mercato il 22 settembre 2017.
L'artista lo considerò il pezzo più «urbano» dell'opera, con un testo che cerca di guardare in una prospettiva maggiormente positiva le situazioni difficili della vita. Dal suo lancio sul mercato, il brano venne positivamente accolto dalla critica.

## Tracce
Testi di Ghemon, musiche di Ghemon, Raffaele Scogna.
1. Bellissimo – 3:14

## Formazione
Musicisti
- Ghemon – voce, coro
- Le Forze del Bene:
  - Christian Lavoro – chitarra elettrica
  - Raffaele Scogna – tastiere, sintetizzatori
  - Roberto Dragonetti – basso elettrico
  - Teo Marchese – batteria

Produzione
- Tommaso Colliva – produttore artistico, ingegnere del suono
- Andrea Sologni – ingegnere del suono
- Carlo Zollo – ingegnere del suono
- Fabio Senna – ingegnere del suono
- Giovanni Versari – addetto al mastering
- Marco Losso – produttore esecutivo
- Corrado Grilli – copertina